# Zanokcica śledzionka
Zanokcica śledzionka, śledzionka skalna (Asplenium ceterach L.) – gatunek paproci należący do rodziny zanokcicowatych. W XX wieku często zaliczany do wyodrębnianego wówczas rodzaju śledzionka Ceterach jako C. officinarum.

## Rozmieszczenie geograficzne
Występuje w Europie, na Makaronezji, w północnej Afryce i w Azji. W Polsce jest to gatunek uprawiany i przejściowo dziczejący.

## Morfologia

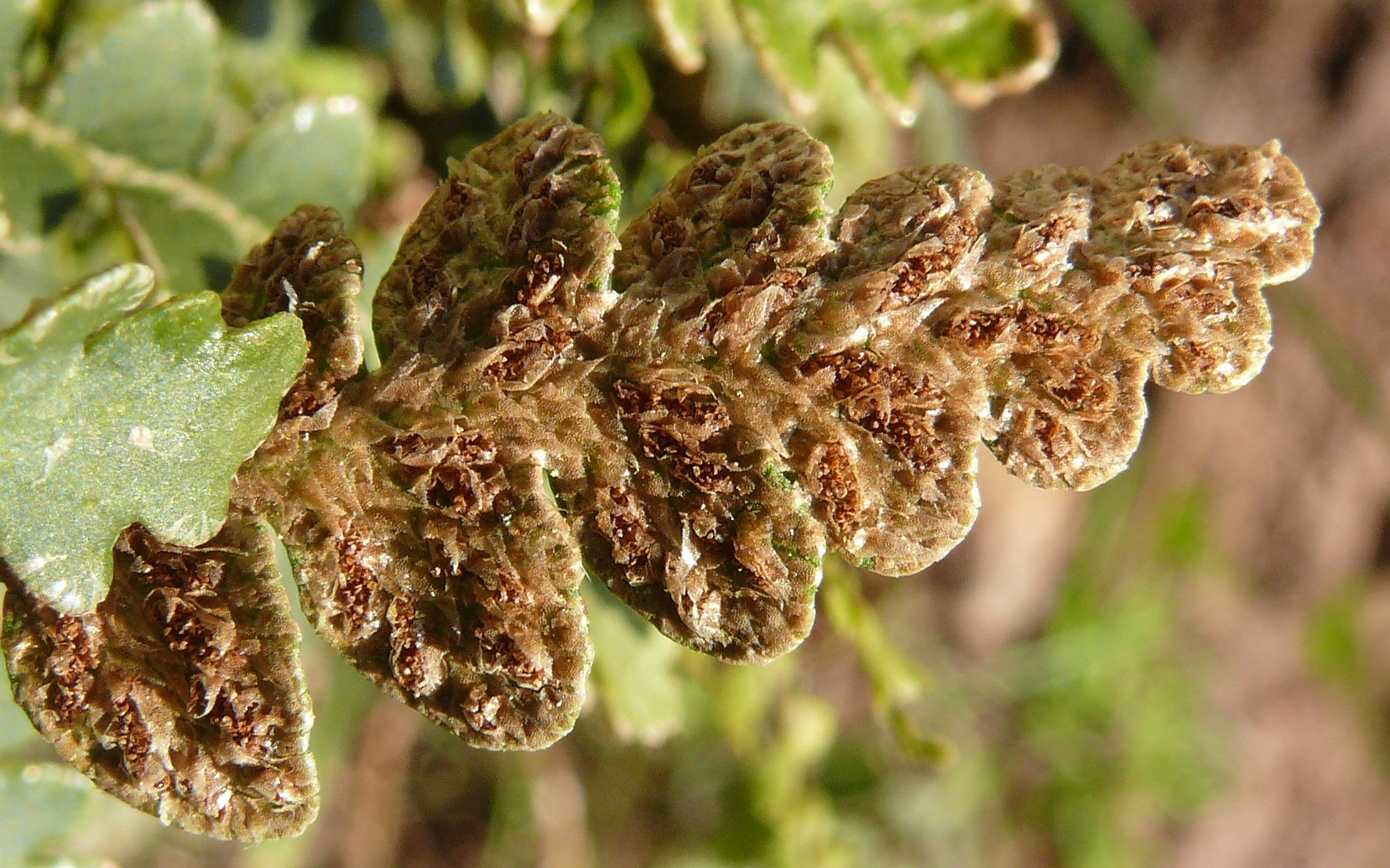
Spodnia strona blaszki liściowej

PokrójDrobna roślina do 20 cm wysokości. Blaszki liściowe z czarnobrązowym ogonkiem. Liście pojedynczo pierzaste, skórzaste, zimozielone, pokryte od spodu łuskami. Kupki zarodnionośne podłużne.

## Biologia i ekologia
RozwójBylina. Zarodniki dojrzewają od maja do sierpnia.
SiedliskoWapienne ściany skalne lub mury.